# Zheng Zhengqiu
Zheng Zhengqiu (鄭正秋, 1er janvier 1890 – 16 juillet 1935) est un réalisateur chinois considéré comme l'un des pères fondateurs du cinéma chinois.

## Biographie
Né à Chaoyang, dans la province du Guangdong en 1889, Zheng Zhengqiu est un jeune intellectuel impliqué dans le théâtre chinois lorsqu'il réalise, avec son collègue et ami Zhang Shichuan, le premier film chinois, Difficultés matrimoniales, en 1913. Les deux hommes co-fondent ensemble en 1922 la société cinématographique Mingxing qui dominera l’industrie du film de Shanghai pendant les quinze prochaines années.
Au sein de la Mingxing, Zheng sert comme scénariste et réalisateur, mais également comme gérant et producteur, écrivant personnellement et réalisant 53 films avant sa mort soudaine en 1935. Comme beaucoup de ses collègues durant cette période, Zheng est dévoué à la cause gauchiste et à la justice sociale, des thèmes qui apparaissent évidemment dans ses œuvres.

## Filmographie partielle
| Year | Titre français                    | Titre chinois | Notes |
| ---- | --------------------------------- | ------------- | --- |
| 1913 | Difficultés matrimoniales         | 難夫難妻      | Co-réalisé avec Zhang Shichuan                                                                                     |
| 1927 | La Tablette de sang et de larme   | 血淚碑        | |
| 1928 | L'Héroïne en noir                 | 黑衣女俠      | Co-réalisé avec Cheng Bugao (en)                                                                                   |
| 1928 | La Pagode du nuage blanc          | 白雲塔        | Co-réalisé avec Zhang Shichuan                                                                                     |
| 1929 | L'amant de la dame                | 俠女救夫人    | |
| 1934 | Sœurs jumelles (en)               | 姊妹花        | |
| 1934 | Le Classique pour les filles (en) | 女兒經        | Co-réalisé avec Zhang Shichuan, Yao Sufeng, Cheng Bugao, Xu Xingfu, Li Pingqian, Chen Kengran, et Shen Xiling (en) |
| 1935 | Ardentes et loyales âmes          | 熱血忠魂      | Co-réalisé avec Zhang Shichuan, Wu Cun, Cheng Bugao, Xu Xingfu, Li Pingqian, et Shen Xiling                        |